# DolWin alpha
DolWin alpha — офшорна трансформаторна платформа, яка конвертує отриману від вітрових електростанцій продукцію зі змінного у постійний струм для подальшої подачі на суходіл через кабель HVDC (ЛЕП прямого струму високої напруги).
Розташована в Північному морі на північний захід від острова Боркум (але ближче до узбережжя ніж власне «боркумський кластер» — BorWin alpha та інші), платформа DolWin alpha призначена для передачі до 800 МВт потужності. По спорудженню до неї під'єднали першу чергу ВЕС Тріанель-Боркум (200 МВт, запланована друга черга такої ж потужності) та ВЕС Боркум-Рифгрунд 1 (280 МВт).
Виготовлену у Вліссінгені опорну основу платформи (її «джекет») вагою 4100 тон та висотою 50 метрів встановили в районі з глибиною моря 27 метрів та закріпили шістьма палями довжиною по 100 метрів та діаметром 2,5 метри. Цю роботу влітку 2012-го провів плавучий кран Thialf, який у серпні наступного року встановив на неї надбудову для обладнання («топсайд») вагою 9000 тон. «Топсайд» виготовлявся у бельгійському Звейндрехті та має розміри 62х42 метри при висоті також 42 метри.
Для обслуговування подальших налагоджувальних робіт задіяли самопідіймальне судно GMS Endeavour, обладнане додатковими модулями для проживання персоналу. По завершенні робіт останні були переміщені на платформу. Крім того, до першого кварталу 2014-го процес введення DolWin alpha в експлуатацію обслуговувало інше самопідіймальне судно JB-117.
Ще влітку 2013 року судно Topaz Installer сполучило DolWin alpha з розташованою за 7,5 км офшорною трансформаторною підстанцією ВЕС Тріанель-Боркум. А у травні 2014-го до платформи під'єднали ВЕС Боркум-Рифгрунд 1, для чого два кабелі довжиною по 12 км проклало судно Boa Sub C (можливо відзначити, що воно призначене передусім для проведення глибоководних будівельних робіт у нафтогазовій сфері, проте виявилось тимчасово вільним від основних контрактів).
Продукція вітрових електростанцій надходить на DolWin alpha під напругою 155 кВ, після чого на платформі здійснюється підвищення цього показника до 320 кВ з подальшим перетворенням у прямий струм. Видача електроенергії відбувається по прокладеним у 2011—2013 роках двом кабельним лініям (DolWin1) загальною довжиною по 169 км, які включають такі ділянки:
- власне північноморський відтинок 68 км, для прокладання глибоководної ділянки якого залучили кабелеукладальне судно Lewek Connector;
- перехід через острів Нордернай (Фризький архіпелаг) довжиною 4 км;
- відтинок через Ваттове море між Фризькими островами та узбережжям — 5 км;
- ділянка по суходолу завдовжки 92 км до другої конвертерної станції Дерпен-Захід, яка перетворює струм назад у змінний та видає його в мережу під напругою 400 кВ (= нім. класифікація: 380 кВ).[8][9]